# 1838 en arts plastiques
| Années des arts plastiques : 1835 - 1836 - 1837 - 1838 - 1839 - 1840 - 1841    |
| Décennies des arts plastiques : 1800 - 1810 - 1820 - 1830 - 1840 - 1850 - 1860 |

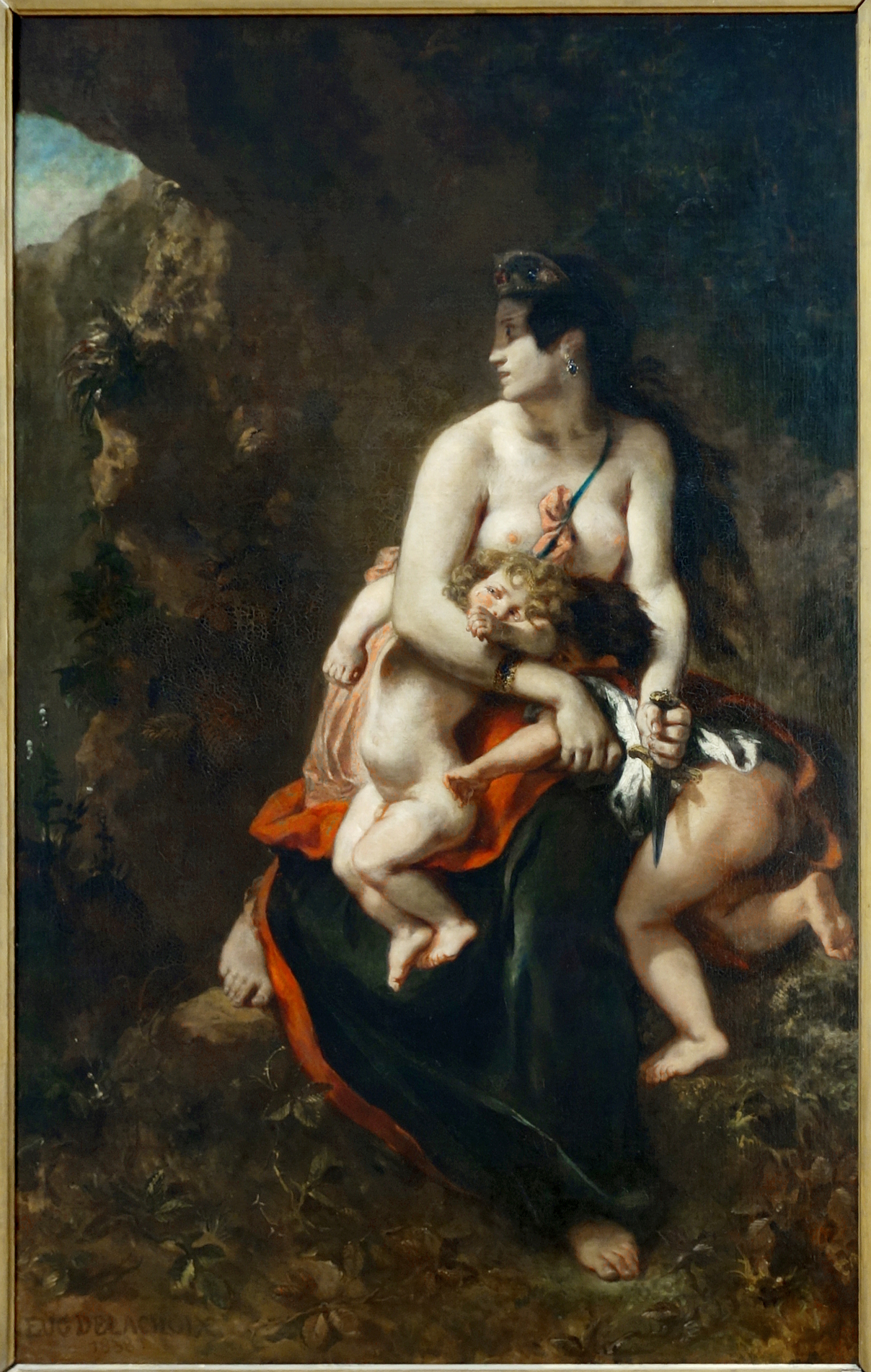
Médée, toile de Delacroix.

Cette page concerne l'année 1838 en arts plastiques.

## Œuvres
- Le Dernier Voyage du Téméraire, huile sur toile de William Turner
- Vue de Volterra, huile sur toile de Camille Corot.

## Naissances
- 10 janvier : Louis-Alexandre Bouché, peintre français († 2 mars 1911),
- 22 janvier : Léonide Bourges, peintre française († 1909),
- 23 janvier : Guido Carmignani, peintre italien († 8 mars 1909),
- 9 février : Ferdinand de Dartein, ingénieur des ponts et chaussées et architecte français, également dessinateur, peintre, graveur et historien de l'art († 19 février 1912),
- 14 février : Valentine Cameron Prinsep, peintre anglais († 4 novembre 1904),
- 26 février : Auguste de La Brély, peintre français († 20 avril 1906),
- 9 mars : Émilien Mulot-Durivage, peintre paysagiste impressionniste français († 11 septembre 1920),
- 15 mars : Alessandro Franchi, peintre italien († 29 avril 1914),
- 23 mars : Jean Michel Prosper Guérin, peintre français († 28 septembre 1917),
- 28 mars : Jean-Paul Laurens, sculpteur et peintre français († 23 mars 1921),
- 16 avril : Sándor Wagner, peintre hongrois († 19 janvier 1919),
- 19 avril : August Allebé, peintre et lithographe néerlandais († 10 janvier 1927),
- 23 avril : Alfred Verwée, peintre belge († 14 septembre 1895),
- 15 mai :
  - Ulysse Butin, peintre français († 9 décembre 1883),
  - Nicolae Grigorescu, peintre roumain († 24 juillet 1907),
- 16 mai : Francesco Lojacono, peintre paysagiste italien († 28 février 1915),
- 22 mai : Pierre Pignolat,  peintre suisse d'origine française († 12 mars 1913),
- 26 mai : Charles Castellani, peintre et auteur dramatique naturalisé français († 1er décembre 1913),
- 5 juin : Marià Fortuny, peintre catalan († 21 novembre 1874),
- 9 juin : Heinrich Ludwig Philippi, peintre allemand († 16 septembre 1874),
- 13 juin : Eduard Gebhardt, peintre allemand, professeur de l'Académie des beaux-arts de Düsseldorf († 3 février 1925),
- 23 juin : Georges de Dramard, peintre français († janvier 1900),
- 28 juin : Jan Matejko, peintre polonais († 1er novembre 1893),
- 29 juin :
  - Étienne-Prosper Berne-Bellecour, peintre, graveur et illustrateur français († 29 novembre 1910),
  - Chalumeau (Jean Louis Raymond Pelez de Cordova d'Aguilar), peintre et dessinateur français († 30 août 1894),
- 1er juillet : Robert Beyschlag, peintre allemand († 5 décembre 1903),
- 18 septembre : Anton Mauve, peintre néerlandais († 5 février 1888),
- 26 septembre : Toyohara Chikanobu, peintre, dessinateur d'ukiyo-e japonais († 29 septembre 1912),
- 27 septembre : Alphonse-Alexis Morlot, peintre et lithographe français († 13 novembre 1918),
- 1er octobre : Léon Germain Pelouse, peintre paysagiste français de l'École de Barbizon († 31 juillet 1891),
- 8 octobre : Adolphe Lalauze, graveur, illustrateur et peintre français († 18 octobre 1906),
- 19 octobre : Paul-Alfred Colin, peintre et enseignant français († 17 juin 1916),
- 29 octobre : Justin J. Gabriel, graveur et peintre français († octobre 1923),
- 26 novembre : Pierre Prins, peintre, graveur et sculpteur français († 21 janvier 1913),
- 9 décembre : Auguste Moreau-Deschanvres, peintre français († 5 février 1913),
- 29 décembre : Raffaello Sernesi, peintre italien († 11 août 1866),

- ? :
  - Enrique Mélida, peintre et écrivain espagnol († 1892),
  - Enrico Pestellini, peintre italien († 30 septembre 1916).

## Décès
- 2 janvier : Karl August Senff, peintre, graveur et professeur germano-balte (° 12 mars 1770),
- 24 janvier : Marc Antoine Bilcocq, peintre français (° 1755),
- 5 janvier : Maria Cosway, peintre et graveuse italo-britannique (° 11 juin 1760),
- 28 février : Charles Thévenin, peintre néoclassique français (° 12 juillet 1764),
- 5 mars : Charles Boulanger de Boisfrémont, peintre français (° 25 juin 1773),
- 12 mars : Louis-François-Sébastien Fauvel, peintre, diplomate et archéologue français (° 4 septembre 1753),
- 29 mars : Carlo Lasinio, graveur italien (° 10 février 1759),
- 2 avril : Antoine-Laurent Castellan, peintre et graveur français († 1er février 1772),
- 10 mai : José Aparicio, peintre espagnol (° 16 décembre 1773),
- 15 juillet : Jean-Baptiste Renoyal de Lescouble, diariste, colon et peintre français (° 17 janvier 1776),
- 27 juillet : Pierre-Jérôme Lordon, peintre français (° 9 février 1780),
- 4 novembre : Louis-Claude Malbranche, peintre et lithographe français (° 3 septembre 1790),
- 9 novembre : Friedrich Carl Gröger, peintre et lithographe allemand (° 14 octobre 1766),
- 24 novembre : Giuseppe Mazzola,  peintre italien (° 5 décembre 1748).